# Korsakoffs syndrom
Korsakoffs syndrom er en kronisk tilstand med permanent skadet hukommelse som følge af tiaminmangel i hjernen. Tilstanden ses oftest som følgevirkning af langvarigt alkoholoverforbrug, samt hos patienter der af andre årsager ikke indtager tilstrækkeligt tiamin over en længere periode. Den ses undertiden sammen med den akutte tilstand Wernickes encefalopati; sammen kaldes dette for Wernicke-Korsakoffs syndrom. Sygdommen er opkaldt efter neuropsykiateren Sergei Korsakoff, der først beskrev sygdommen.

## Årsag
Korsakoffs syndrom en almindelig følge af Wernickes encefalopati; det er dog ikke alle patienter med Korsakoffs syndrom, der forinden er blevet diagnosticeret med Wernickes encefalopati. Ligesom Wernickes encefalopati skyldes tilstanden en mangel på tiamin i hjernen, men hvor encefalopatien er en akut opstået tilstand er Korsakoffs syndrom en kronisk tilstand.

## Symptomer
Patienten udviser stort hukommelsesbesvær, især for hændelser eller fakta der ligger tilbage i tiden. Ikke sjældent kan patienten godt huske hvad der er sket inden for de seneste minutter, mens det der ligger tilbage i tiden forsvinder. Dog bevares viden patienten har erhvervet sig i årene før syndromets indsætten.
En obduktion vil kunne vise blødninger eller vævsdød i hjernen i corpora mammillaria, fornix, i den bagerste/midterste (dorsomediale) del af thalamus samt omkring 3. og 4. hulrum (ventrikel) i hjernestammen.

## Behandling
Korsakoffs syndrom er en kronisk lidelse, der ikke kan behandles.